# RD50
RD50 (englisch radiation hard semiconductor devices for very high luminosity colliders) ist ein internationaler Forschungsverbund am CERN, der strahlenharte Halbleiterdetektoren für zukünftige Experimente an Beschleunigern mit höchsten Luminositäten erforschen und entwickeln soll. Der Fokus liegt dabei auf den Anforderungen, die sich durch die Weiterentwicklung des Large Hadron Collider ergeben. Der Verbund wurde im Mai 2002 gegründet und wird derzeit von Michael Moll zusammen mit Gianluigi Casse geleitet.
Organisatorisch gliedert sich RD50 in vier Hauptforschungsschwerpunkte:
- Im Bereich Defekt- und Materialcharakterisierungen werden die mikroskopischen Eigenschaften der verwendeten Detektormaterialien vor und nach Bestrahlung – hauptsächlich mit Pionen, Protonen und Neutronen untersucht. Koordiniert wird der Bereich von Mara Bruzzi.
- Der von Eckhart Fretwurst verwaltete Bereich Detektorcharakterisierung befasst sich mit der Performanz verschiedener Detektormaterialien, die teilweise gezielt mit Defekten angereichert werden.[4]
- Im Bereich Neue Strukturen  der von Richard Bates geleitet wird, liegt der Fokus auf neuartigen Ansätzen, wie beispielsweise Halbleiterdetektoren die auf 3-dimensionalen Dotierungschemata beruhen oder neue Materialien, wie p-dotiertes Silizium als Ausgangsmaterial einsetzen.
- Der vierte Forschungsschwerpunkt sind Detektorsysteme. Hier werden Verbindungen zur Elektronikentwicklung und zur Hochenergiephysik hergestellt. Die Verwaltung obliegt hier Gregor Kramberger.[5][6]